# Scuderia Toro Rosso STR14
A Scuderia Toro Rosso STR14 egy Formula–1-es versenyautó, amelyet a Scuderia Toro Rosso tervezett és gyártott a 2019-es Formula–1 világbajnokságra. Ez volt a Toro Rosso név alatt a gárda utolsó autója. Pilótái eredetileg az újonc thaiföldi Alex Albon és az orosz Daniil Kvjat voltak, a belga versenytől kezdődően azonban Albon helyet cserélt a Red Bull csapatánál gyengélkedő Pierre Gaslyval. A tesztpilóta Jamamoto Naoki volt.
A konstrukció rendkívül sikeres volt, ez volt az első Toro Rosso-autó 2008 óta, amely dobogós helyezést tudott elérni, mindjárt kettőt is. Bajnoki hatodik helyezésük ugyancsak a csapat legjobbja volt 2008 óta, 85 gyűjtött pontjuk pedig a legtöbb.

## Tervezése
2019. február 11-én mutatták be az autót online, két nappal később pedig a misanói versenypályán ki is próbálták, még a szezon előtti tesztek előtt. Ez volt az utolsó autója a csapatnak, amit még James Key tervezett a McLarenhez távozása előtt. A kasztni több eleme megegyezik a Red Bull RB15-ös modellével, többek között a teljes hátsó rész, ideértve a hátsó felfüggesztést és az első felfüggesztés egyes elemeit.
Látható volt, hogy különösen az autó eleje egyszerűsítésre került az előző évi modellhez képest, viszont a hátsó rész pedig alaposan át lett dolgozva. Az orr kialakítása nagyjából maradt ugyanaz, az első felfüggesztés feletti rész lejtése vált hangsúlyosabbá (aerodinamikai okokból a felfüggesztés került még átalakításra, jól láthatóan). Az oldaldobozok légbeömlői is megváltoztak, és az egyre gyakrabban alkalmazott felső elhelyezkedésű nyílást vették át ők is.

## A szezonról
Az STR14-es egy kimondottan gyors autó volt, főként egykörös tempója volt jónak mondható. A pilóták rendre bejutottak az időmérő Q3-as szakaszába. A motor Azerbajdzsánban kapta meg az első fejlesztéseket, főként megbízhatóság és motorerő terén. Monacóban Kvjat hetedik, Albon nyolcadik lett, így kettős pontszerzést könyvelhettek el. A kaotikus német nagydíjon Kvjat tizenegy év után egy harmadik hellyel megszerezte a csapat első dobogós helyezését. Később, a brazil nagydíjon Gasly mindössze 6 század másodperc előnnyel, de behozta az autót második helyen.

## Eredmények
| Év   | Csapat                    | Motor        | Gumik | Pilóták         | Versenyek  | Versenyek | Versenyek | Versenyek    | Versenyek     | Versenyek | Versenyek | Versenyek     | Versenyek | Versenyek      | Versenyek   | Versenyek    | Versenyek | Versenyek   | Versenyek | Versenyek   | Versenyek | Versenyek | Versenyek        | Versenyek | Versenyek               | Pontok | Helyezés |
| Év   | Csapat                    | Motor        | Gumik | Pilóták         | Ausztrália | Bahrein   | Kína      | Azerbajdzsán | Spanyolország | Monaco    | Kanada    | Franciaország | Ausztria  | Nagy-Britannia | Németország | Magyarország | Belgium   | Olaszország | Szingapúr | Oroszország | Japán     | Mexikó    | Egyesült Államok | Brazília  | Egyesült Arab Emírségek | Pontok | Helyezés |
| ---- | ------------------------- | ------------ | ----- | --------------- | ---------- | --------- | --------- | ------------ | ------------- | --------- | --------- | ------------- | --------- | -------------- | ----------- | ------------ | --------- | ----------- | --------- | ----------- | --------- | --------- | ---------------- | --------- | ----------------------- | ------ | -------- |
| 2019 | Red Bull Toro Rosso Honda | Honda RA619H | P     | Alexander Albon | 14         | 9         | 10        | 11           | 11            | 8         | KI        | 15            | 15        | 12             | 6           | 10           |           |             |           |             |           |           |                  |           |                         | 85     | 6.       |
| 2019 | Red Bull Toro Rosso Honda | Honda RA619H | P     | Pierre Gasly    |            |           |           |              |               |           |           |               |           |                |             |              | 9         | 11          | 8         | 14          | 7         | 9         | 16†              | 2         | 18                      | 85     | 6.       |
| 2019 | Red Bull Toro Rosso Honda | Honda RA619H | P     | Daniil Kvyat    | 10         | 12        | KI        | KI           | 9             | 7         | 10        | 14            | 17        | 9              | 3           | 15           | 7         | KI          | 15        | 12          | 10        | 11        | 12               | 10        | 9                       | 85     | 6.       |

Megjegyzés:
- † – Nem fejezte be a futamot, de rangsorolva lett, mert teljesítette a versenytáv 90%-át.